# HMS Trincomalee
 (avril 2015).
Si vous disposez d'ouvrages ou d'articles de référence ou si vous connaissez des sites web de qualité traitant du thème abordé ici, merci de compléter l'article en donnant les références utiles à sa vérifiabilité et en les liant à la section « Notes et références ».
Le HMS Trincomalee, est un navire de guerre de la Royal Navy. À l'origine il s'agit d'une frégate de 5e rang de 46 canons de classe Leda. Il est construit à la fin du règne de George III d'Angleterre et peu après les guerres napoléoniennes. Ce vaisseau existe toujours comme navire musée. Il est le plus vieux navire de guerre britannique en bois à flot car son ainé de 52 ans le Victory, lui, est en cale sèche. L'autre survivant de classe Leda, le HMS Unicorn, n'est lancé qu'en 1824. Le HMS Trincomalee, ouvert au public, est ancré à Hartlepool (comté de Durham). Depuis 2014, il est inscrit au National Museum of the Royal Navy.

## Construction
Ordonné le 30 octobre 1812, il est baptisé d'après la bataille de Trincomalée (Trinquemalay en français). La quille est posée le 25 avril 1816 au chantier naval Bombay Dockyard. Il est bâti en teck à Bombay (Inde) et non en Grande-Bretagne où le bois de chêne se fait rare à la suite des constructions forcenées de navires durant les conflits avec Napoléon Ier. Il est lancé le 12 octobre 1817 et armé en 1818. À sa sortie du port, il a déjà coûté 23 000 £. Il arrive à Portsmouth le 30 avril 1819. Il est mis en maintenance à Portsmouth jusqu'en 1845. De 1845 à 1847, il est transformé en corvette de 6e rang de 26 canons avec une poupe redessinée.

## Juillet 1847-août 1857
Il quitte Portsmouth en juillet 1847 avec 240 membres d'équipage à bord. Il rejoint l'Amérique du Nord et les Indes occidentales. Il intervient lors d'émeutes à Haïti et en prévention d'une tentative d'invasion de Cuba. Il participe également à la chasse aux navires négriers. En 1849-1850, il croise à Terre-Neuve et au Labrador. Après un temps au Royaume-Uni, il gagne Vancouver en 1852 dans le Pacific Station. Mobilisé pour la guerre de Crimée, il ne participe à aucun combat. Il rentre en Angleterre, il n'en bougera plus.

## Septembre 1857-1902
Plusieurs fois modifié, il sert de navire-école. En 1895, il est placé en réserve et vendu pour démolition le 19 mai 1897. Il est acheté et sauvé par un philanthrope, Mr George Wheatly Cobb qui veut en faire un navire école privé. La conversion dure jusqu'en 1902.

## 1903-1986 TS Foudroyant (Training School Foudroyant)
Mr Cobb, qui est décédé en 1932, rebaptise le bateau TS Foudroyant. Conjointement avec le HMS Implacable (ex Duguay-Trouin), ils servent d'hébergements, d'entrainement naval, de base pour jeunes et cadets et de lieux de vacance. Les deux vaisseaux sont basés à Falmouth et Portsmouth. Le HMS Implacable est sabordé en décembre 1949 et la carrière du TS Foudroyant dure jusqu'en 1986.

## Le navire musée
En juillet 1987, le bateau arrive à Hartlepool, où il est remis à neuf. En août 1992, le navire recouvre son patronyme originel. La restauration ne s'achève qu'en 2001. Il est le point d'attraction du Hartlepool Maritime Expérience, le musée Maritime d'Hartlepool.

## Sources
- (en) Cet article est partiellement ou en totalité issu de l’article de Wikipédia en anglais intitulé « HMS Trincomalee » (voir la liste des auteurs).
- (en) Rif Winfield, British warships in the age of sail 1817-1863 : design, construction, careers and fates, Barnsley, Seaforth Publishing, 2014, 414 p. (ISBN 978-1-84832-169-4, lire en ligne), p. 152
- Henri Lachèze, « Le vaisseau qui ne voulait pas mourir », La Revue Maritime, no 481,‎ mars 2008, p. 80-95 (ISSN 1146-2132, lire en ligne [PDF], consulté le 17 avril 2015)